# Dekanat Angus
Dekanat Angus – jeden z 6 dekanatów rzymskokatolickiej diecezji Dunkeld w Szkocji. 
Według stanu na październik 2016 w skład dekanatu wchodziło 7 parafii rzymskokatolickich. 

## Lista parafii
Źródło:
| Lp. | Miejscowość | Parafia                                                                                                | Grafika | Kościół                                     | Adres                                             |
| --- | ----------- | --- | ------- | ------------------------------------------- | ------------------------------------------------- |
| 1   | Arbroath    | Parafia św. Tomasza z Canterbury                                                                       |         | Kościół św. Tomasza z Canterbury w Arbroath | 56 Dishlandtown Street Arbroath. DD11 1QU         |
| 2   | Brechin     | Parafia św. Niniana                                                                                    |         | Kościół św. Niniana w Brechin               | Bank Street Brechin Angus DD9 6AU                 |
| 3   | Carnoustie  | Parafia św. Anny (obsługiwana przez księży z parafii św. Tomasza z Canterbury w Arbroath)              |         | Kościół św. Anny w Carnoustie               | Thomas Street Carnoustie DD7 7LA                  |
| 4   | Forfar      | Parafia św. Fergusa                                                                                    |         | Kościół św. Fergusa w Forfar                | 94 Glenogil Terrace Forfar. DD8 1NG               |
| 5   | Kirriemuir  | Parafia św. Antoniego (obsługiwana przez księży z parafii św. Fergusa w Forfar)                        |         | Kościół św. Antoniego w Kirriemuir          | 3 St Mary’s Close Roods Kirriemuir. Angus DD8 4GW |
| 6   | Monifieth   | Parafia św. Brygidy z Kildare (obsługiwana przez księży z parafii św. Tomasza z Canterbury w Arbroath) |         | Kościół św. Brygidy z Kildare w Monifieth   | Brook Street Monifieth. DD5 4AG                   |
| 7   | Montrose    | Parafia św. Małgorzaty                                                                                 |         | Kościół św. Małgorzaty w Montrose           | 23 Market Street Montrose. DD10 8NB               |